# Li Jinlin
Li Jinlin es una deportista china que compitió en judo. Ganó una medalla de plata en el Campeonato Mundial de Judo de 1986 en la categoría abierta.

## Palmarés internacional
| Campeonato Mundial | Campeonato Mundial        | Campeonato Mundial | Campeonato Mundial |
| Año                | Lugar                     | Medalla            | Categoría          |
| ------------------ | ------------------------- | ------------------ | ------------------ |
| 1986               | Maastricht (Países Bajos) | Medalla de plata   | Abierta            |